# السور (بعدان)

تعديل مصدري - تعديل

السور هي إحدى قرى عزلة حيسان بمديرية بعدان التابعة لمحافظة إب، بلغ تعداد سكانها 344 نسمة حسب تعداد اليمن لعام 2004.

## المحلات التابعة للقرية
{ 13 محل لشيخ القرية الحارث عبد الواسع الوجيه}}